# Jardin du Luxembourg
Jardin du Luxembourg (česky Lucemburská zahrada) je jeden z nejkrásnějších a nejznámějších veřejných parků v Paříži. Nalézá se na levém břehu Seiny v 6. obvodu, okolo Lucemburského paláce, sídla senátu. Zahrada má rozlohu 224 500 m2 (22,5 hektaru).

## Historie
Zahradu i s palácem nechala vystavět královna Marie Medicejská počátkem 17. století po zavraždění jejího královského manžela Jindřicha IV., aby utišila svůj smutek a stesk po rodné zemi, neboť za vzor si vzala palác Pitti v italské Florencii i se slavnými zahradami Boboli.
Pozemek byl zakoupen od vévody z Lucemburku a stavbu paláce navrhl architekt Salomon de Brosse, který z původní stavby zachoval Hôtel du Petit Luxembourg (Malý Lucemburk), kde sídlí předseda senátu. Královna Marie nechala z Itálie povolat barokního malíře Petera Paula Rubense, který namaloval dvacet čtyři pláten z královnina života, jež jsou známy jako tzv. Medicejský cyklus a visí v muzeu Louvre. Dokončení stavby se však Marie nedočkala, neboť kvůli intrikám kardinála Richelieua se ocitla ve vyhnanství v Kolíně nad Rýnem, kde později také zemřela.
Dostavěný palác poté sloužil jako příležitostné královské sídlo, za Velké francouzské revoluce v něm byla zřízena věznice a za Druhé světové války německá Luftwaffe. Zahrada byla zpřístupněna veřejnosti v 19. století. Od roku 1958 je palác sídlem horní komory francouzského parlamentu.

## Popis
V Lucemburské zahradě královna Marie dala vysázet dva tisíce jilmů, zřídit ovocné sady a pestrobarevné květinové záhony. V centru se nachází osmiboké jezírko Grand Bassin, kolem kterého je rozestavěno velké množství zelených kovových židlí sloužících k odpočinku návštěvníků. V zahradě stojí 106 soch, z nichž obdivuhodná je tzv. Galerie francouzských královen – soubor dvaceti soch rozmístěných podél celé zahrady, z nichž jen jedna není královnou – svatá Geneviéve (Jenovéfa), patronka Paříže. Dále je k vidění pomník francouzskému malíři Eugénu Delacroix, kolem něhož stojí alegorické postavy Umění, Času a Slávy.
V severovýchodní části zahrady se nachází Medicejská fontána (Fontaine de Médicis) ze 17. století zobrazující mytologické postavy a fontána Čtyř světových stran (Fontaine des Quatre parties du monde), na níž čtyři ženy představují čtyři kontinenty. Ve východním křídle Lucemburského paláce je umístěno Lucemburské muzeum (Musée du Luxembourg), kde se konají výstavy autorů světového umění a byla zde roku 1750 otevřena první veřejná galerie ve Francii.

## Využití
Lucemburská zahrada slouží k odpočinku a relaxaci návštěvníků. Nachází se tu tenisové kurty, basketbalové hřiště a plácek pro pétanque. Děti si mohou v jezírku pouštět modely historických plachetnic, jezdit na shetlandských ponících, zhlédnout středověké loutkové divadlo nebo se svézt na francouzském kolotoči, který navrhoval architekt pařížské Opery Charles Garnier. Konají se tu také dvoudenní Slavnosti medu (Fête du Miel) s prodejem a ochutnávkami z místního včelína (Rucher du Luxembourg). Odpočívat sem chodí studenti z nedaleké Latinské čtvrti nebo skupinky lidí si pod korunami stromů zacvičit jógu nebo tai-chi.

## Galerie

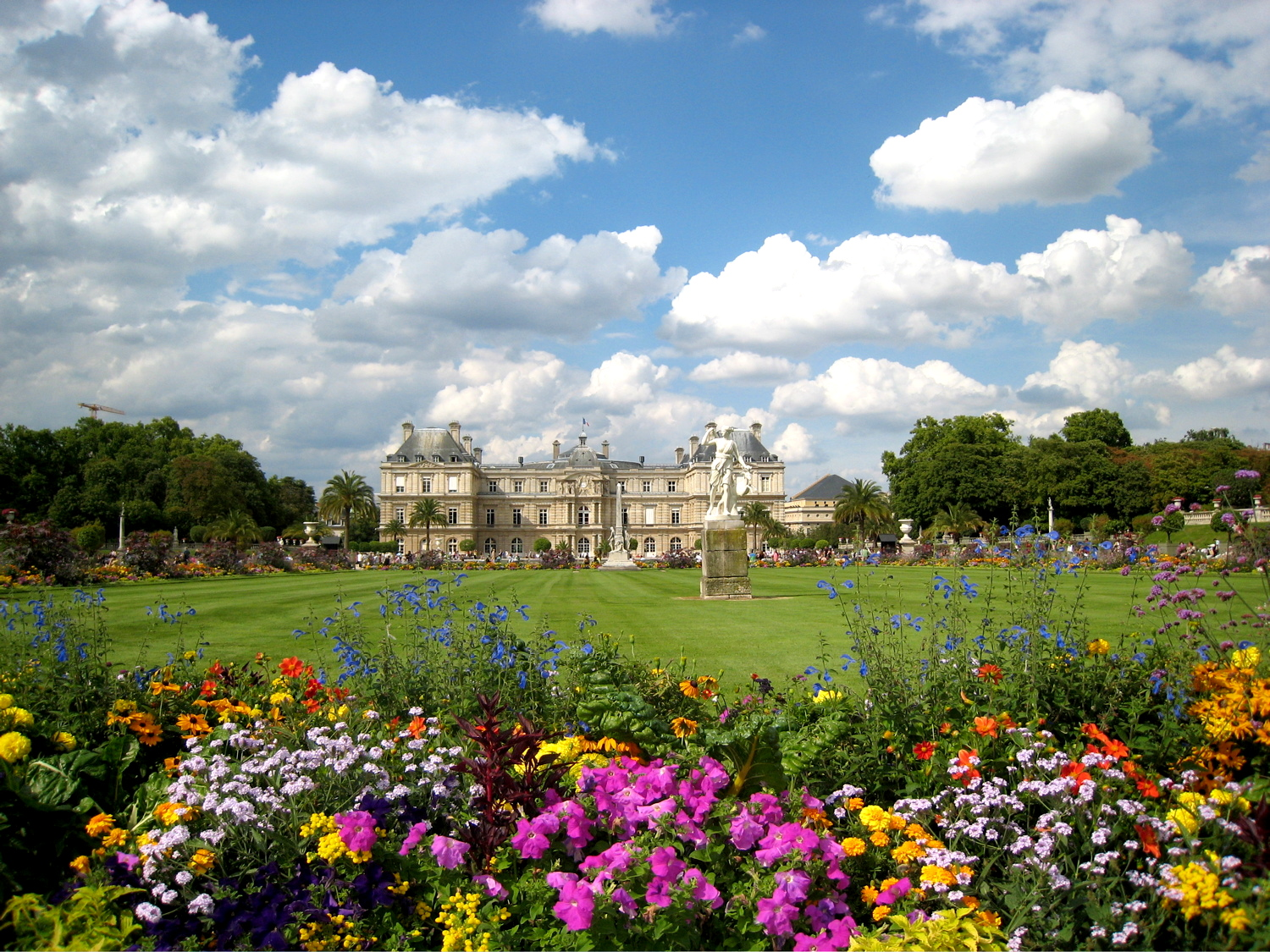
Lucemburská zahrada – v pozadí Lucemburský palác
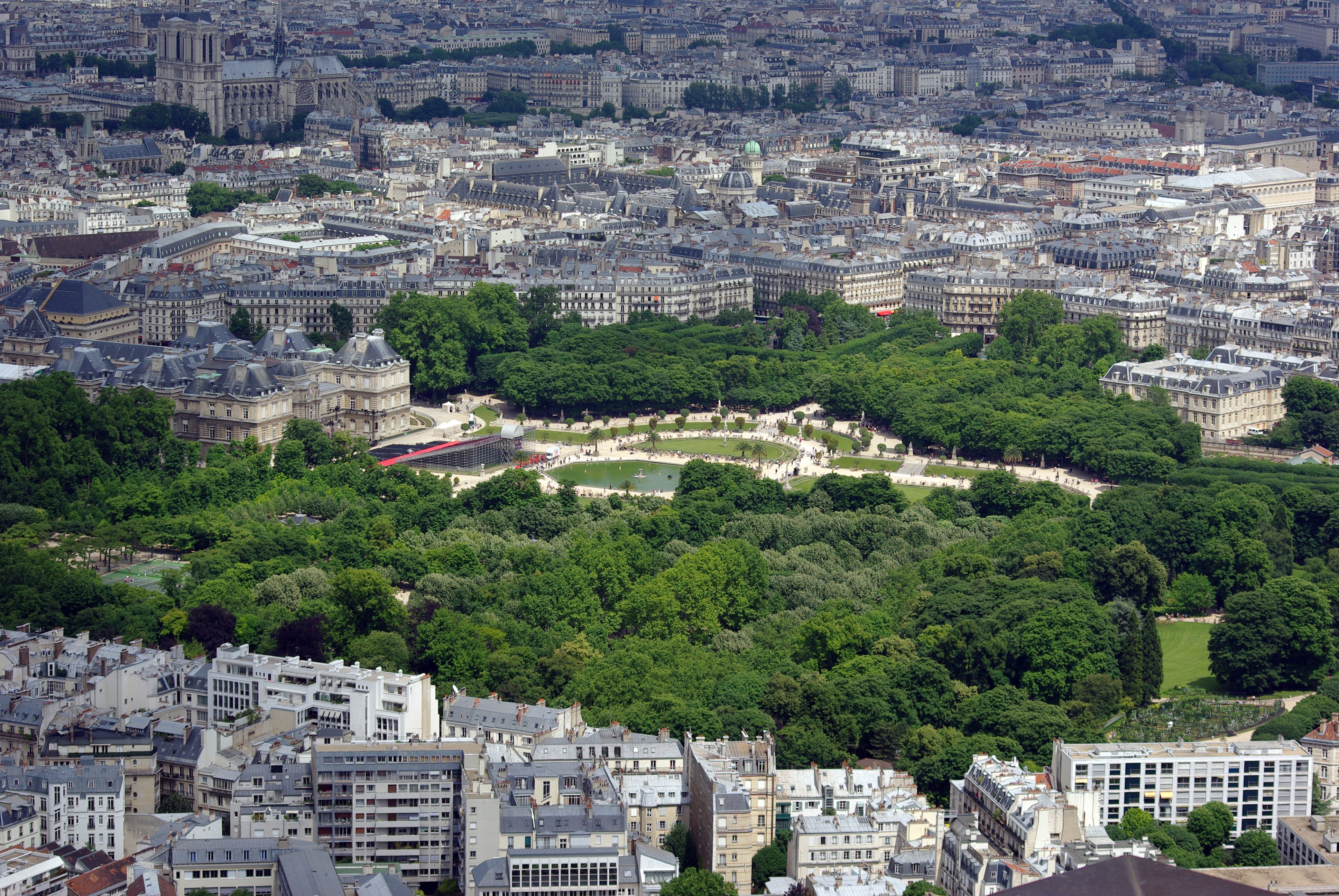
Lucemburská zahrada z mrakodrapu Montparnasse
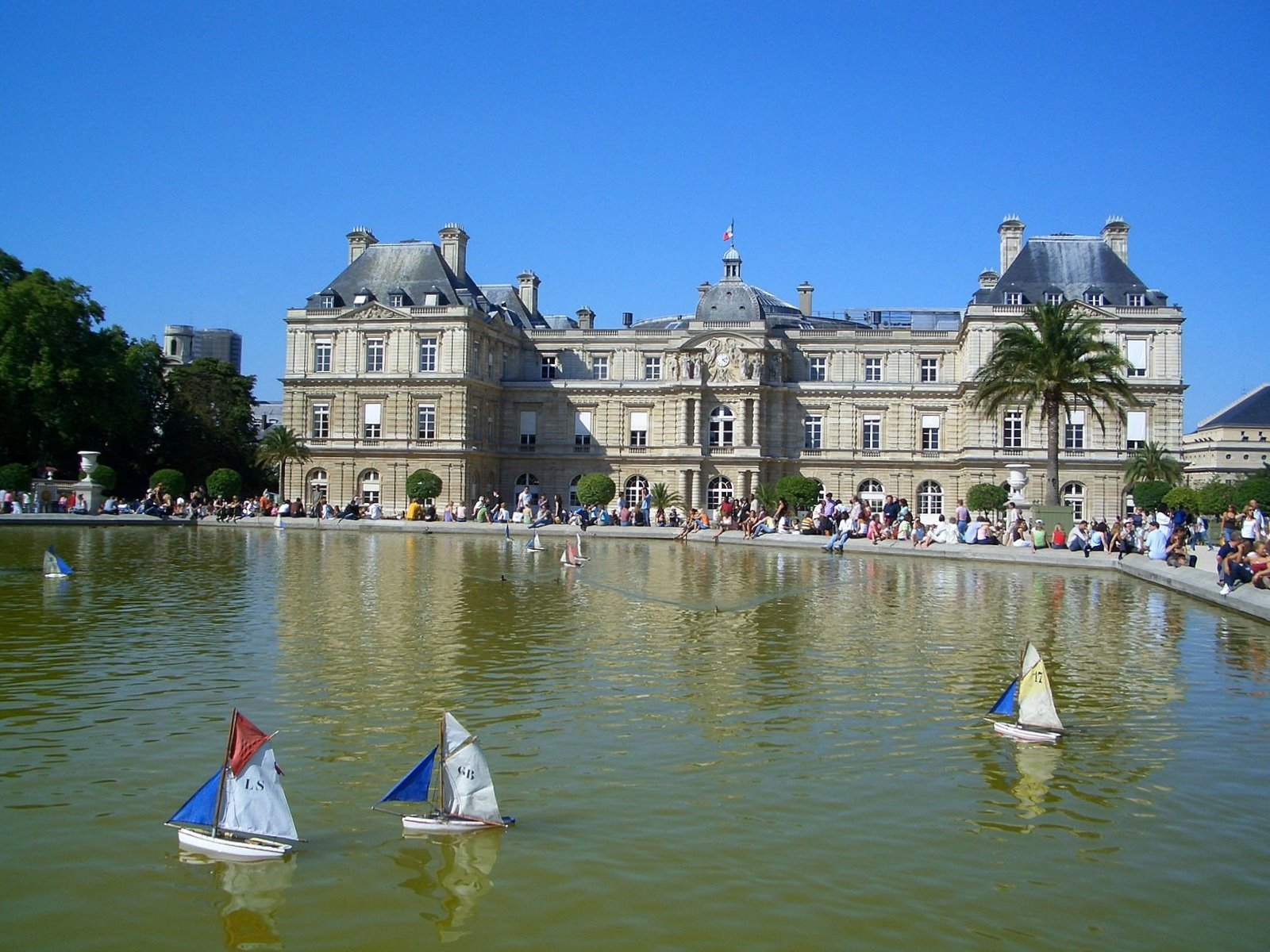
Jezero a modely plachetnic
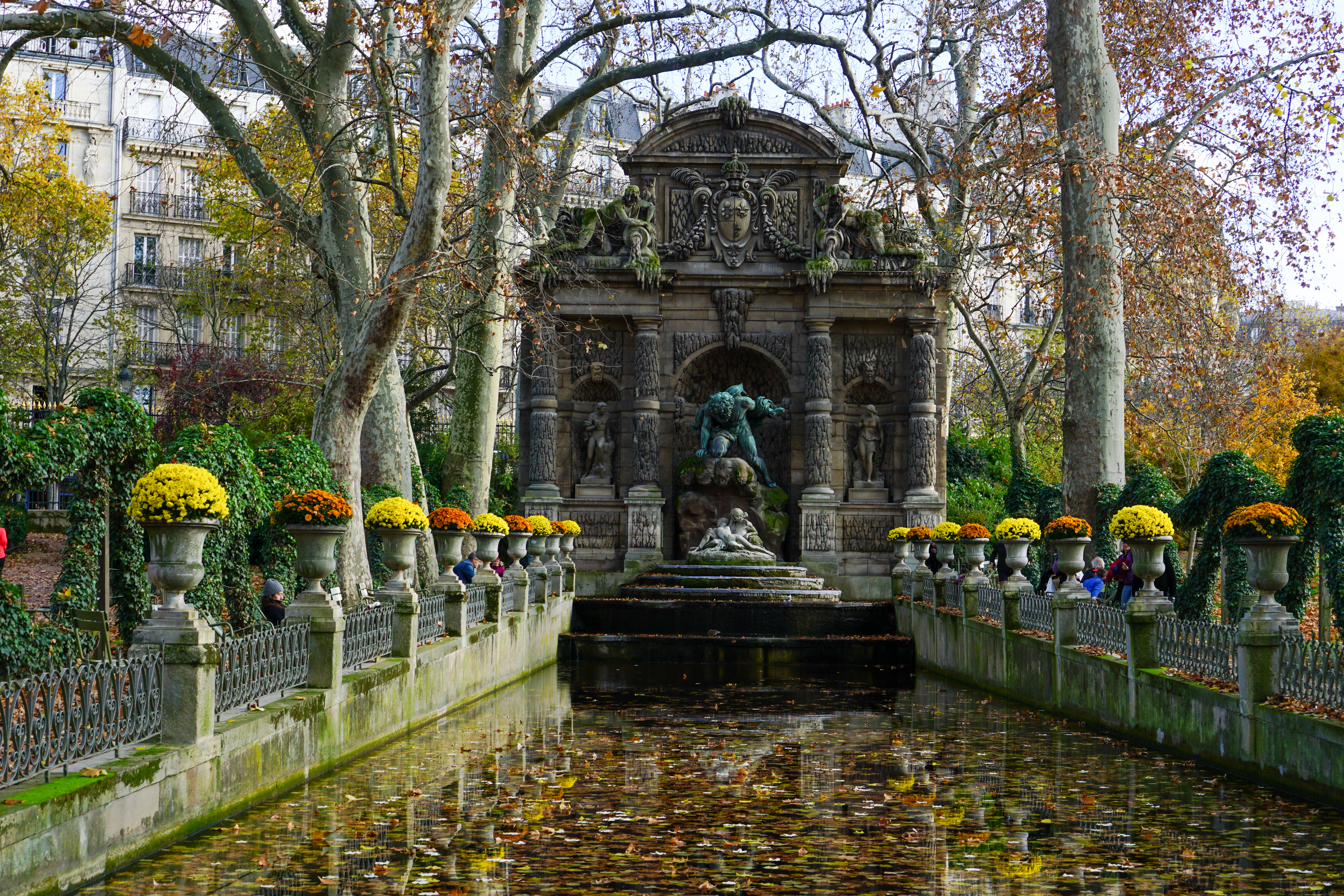
Medicejská fontána
Lucemburská zahrada, Albert Edelfelt, 1887
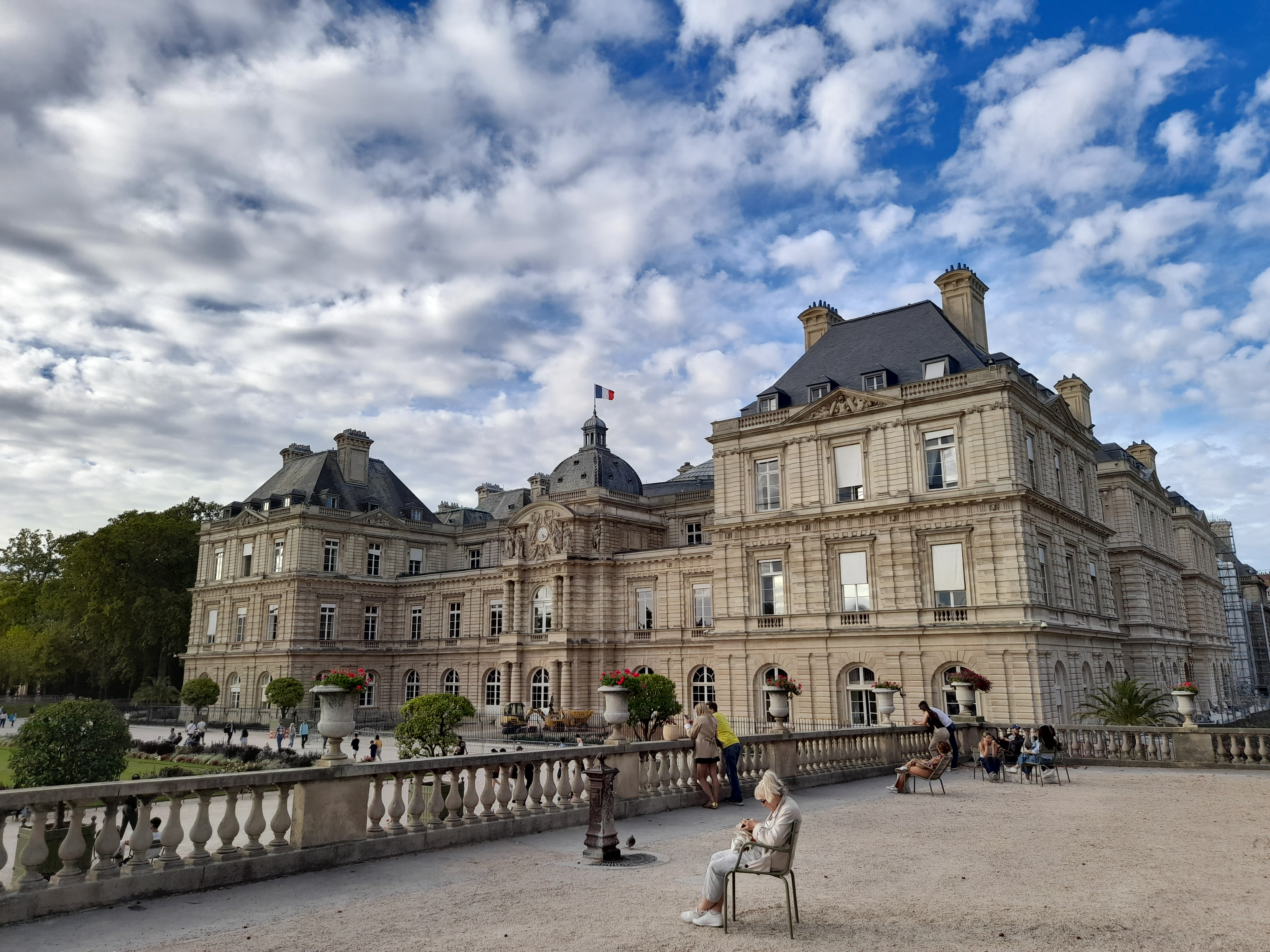
Lucemburský palác
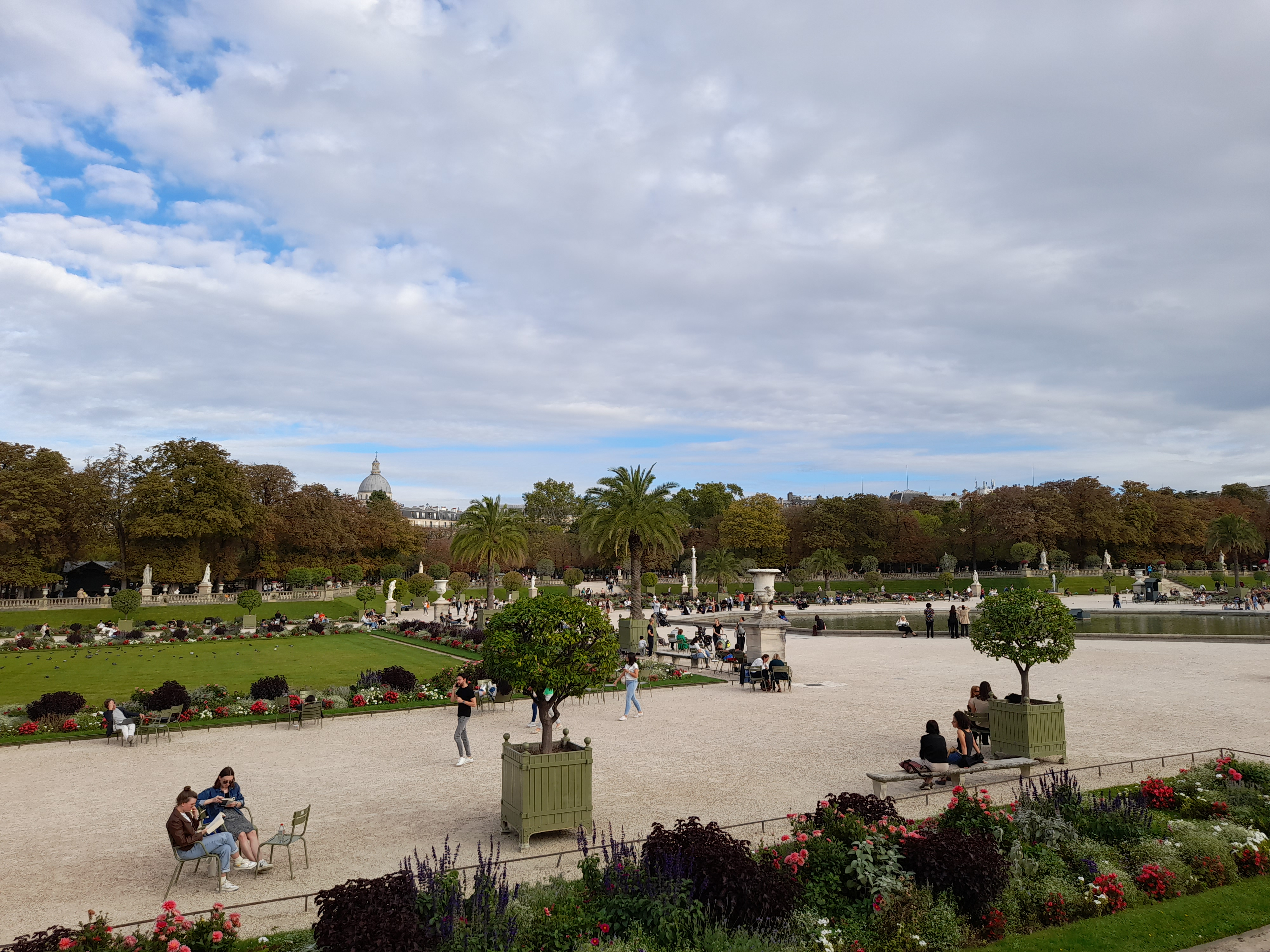
Prostranství Lucemburské zahrady
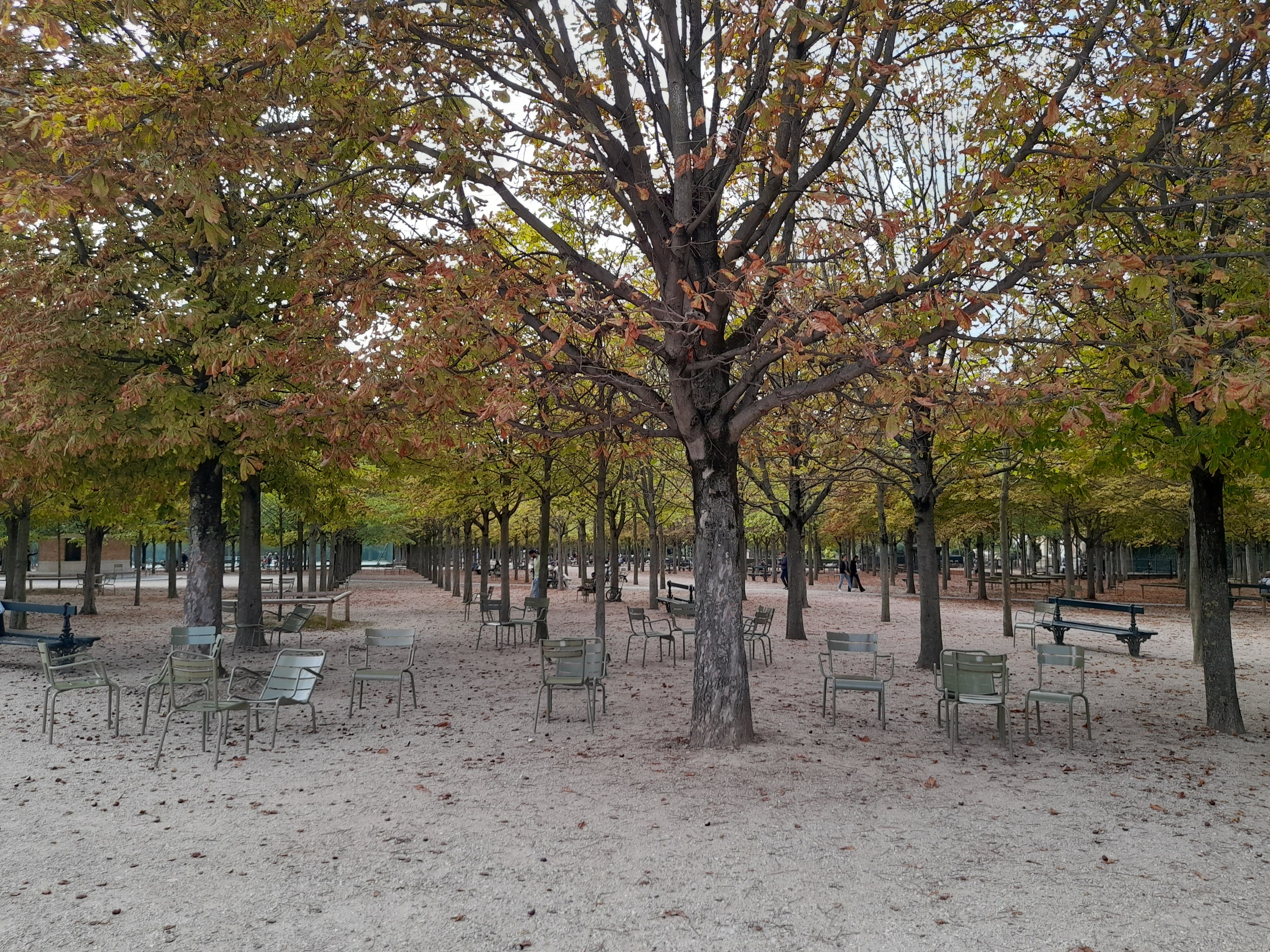
Zelené kovové židle a lavičky v Lucemburské zahradě
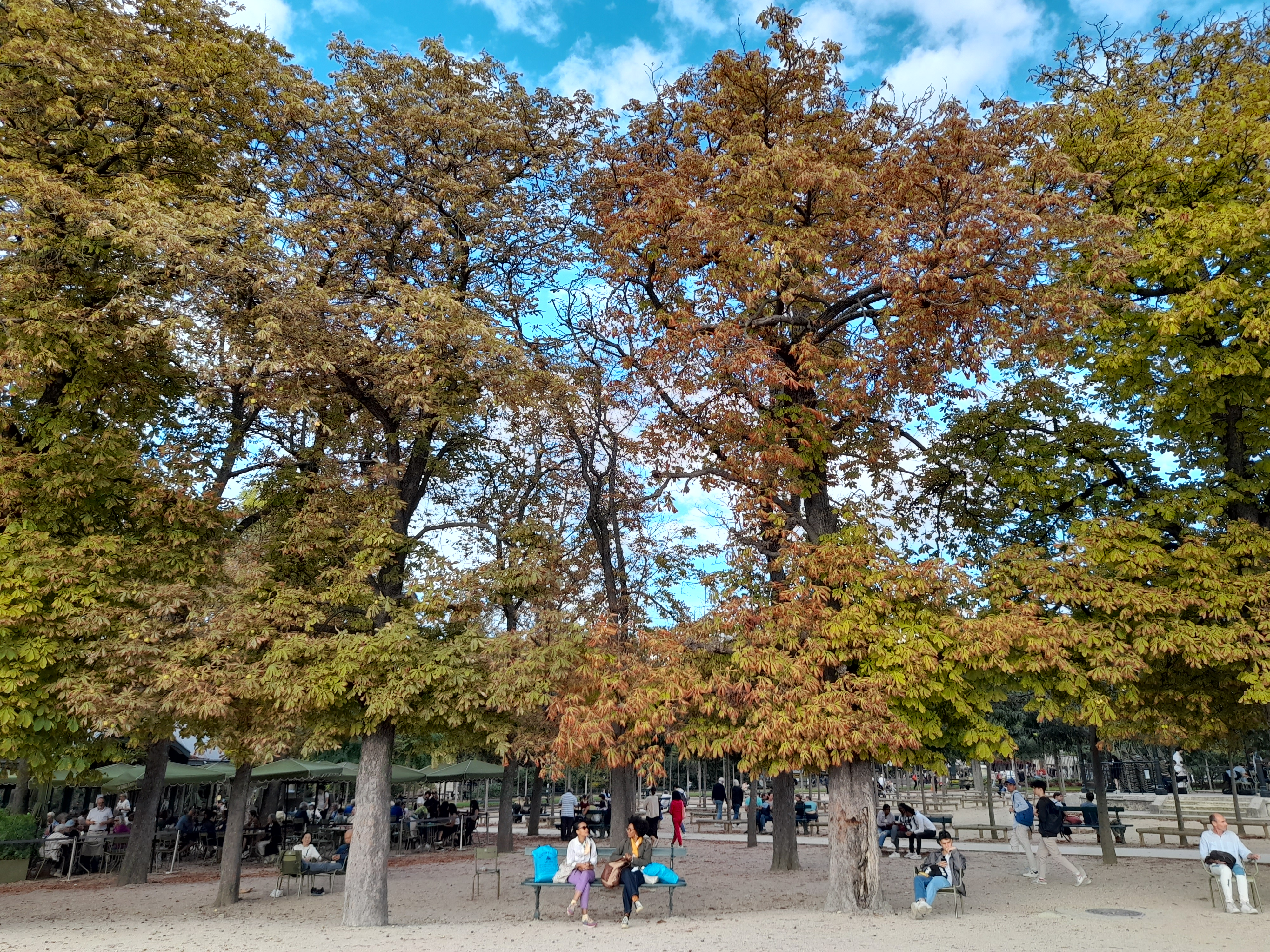
Posezení pod jilmy
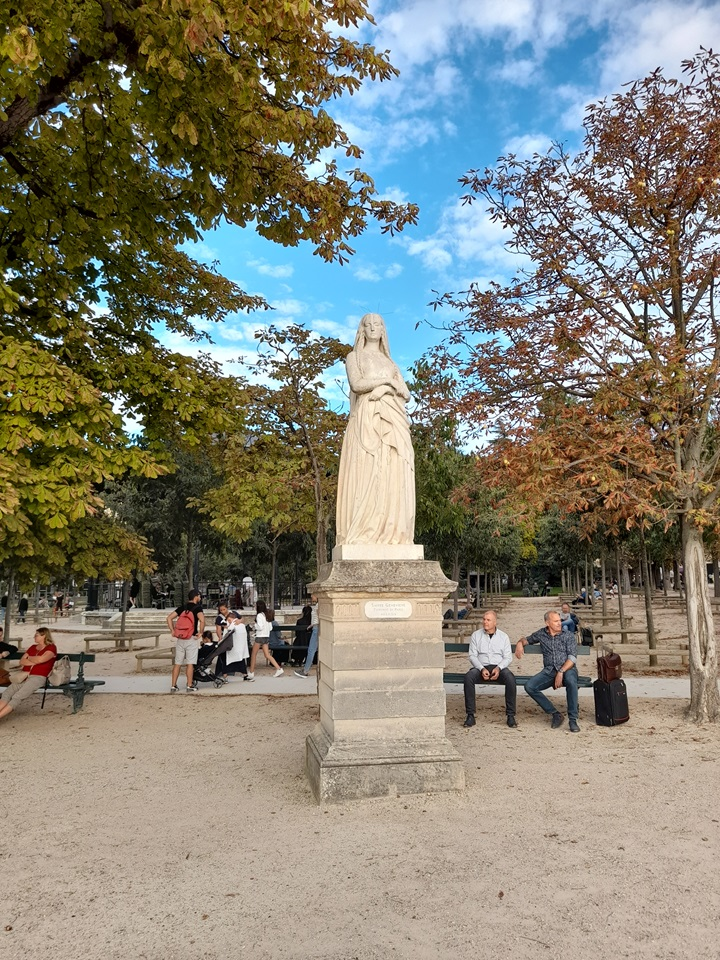
Svatá Jenovéfa – patronka Paříže
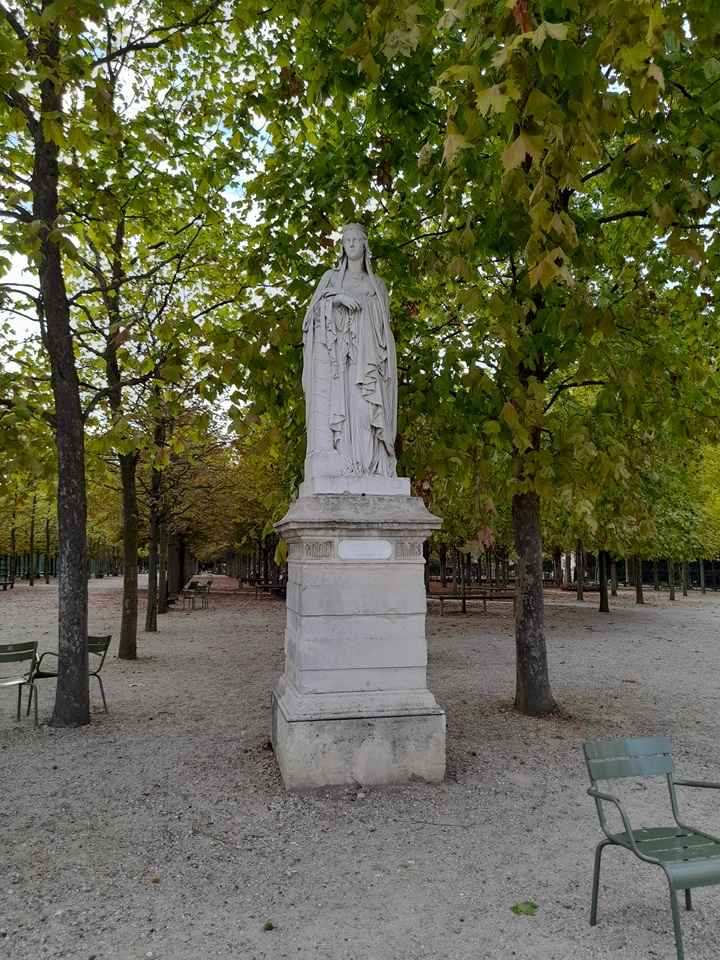
Svatá Clotilda
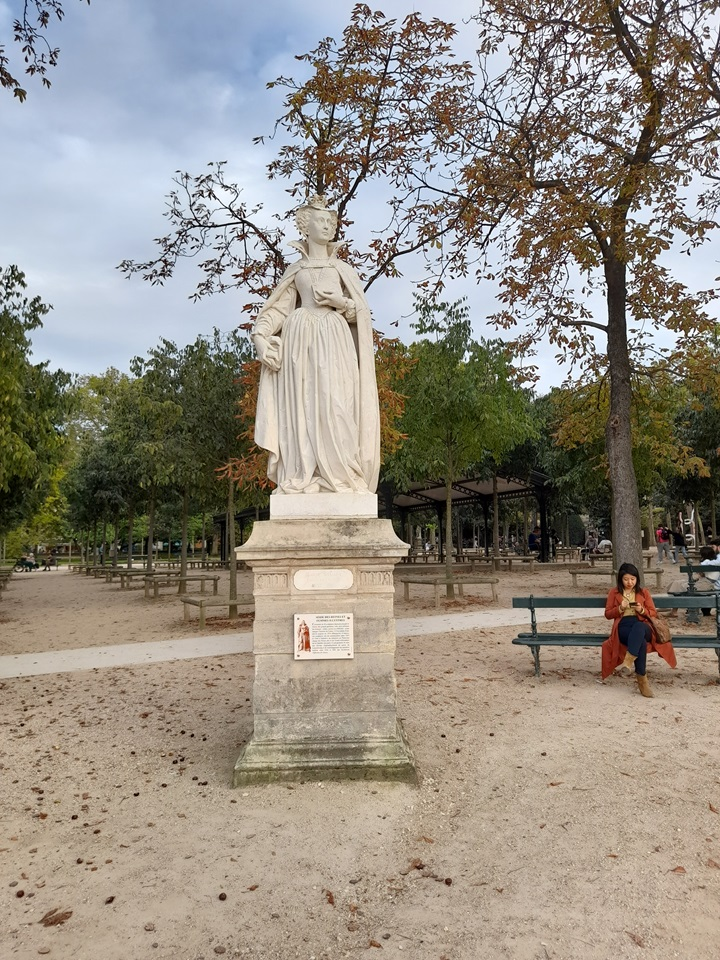
Marie Stuartovna
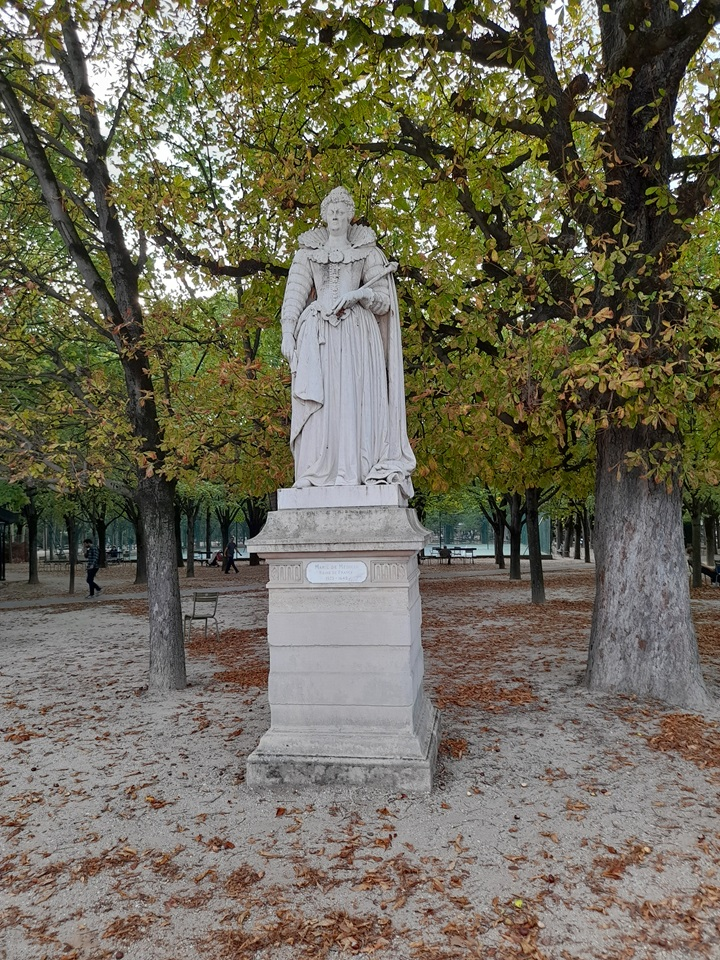
Marie Medicejská
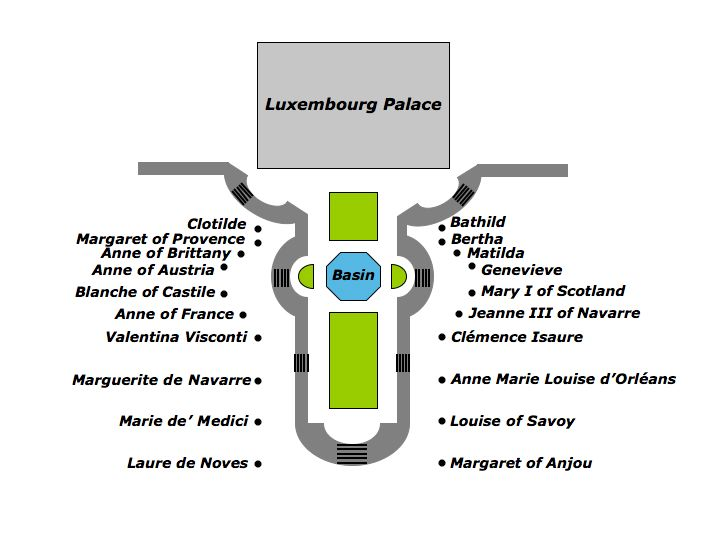
Umístění soch francouzských královen
Lucemburská zahrada – plánek

## Lucemburská zahrada ve světové literatuře
Díla jejichž části se odehrávají v Lucemburské zahradě:
- Bídníci (Victor Hugo)
- Penězokazi (André Gide)
- Svatyně (William Faulkner)
- Petr a Lucie (Romain Rolland)